# 싱글캡
싱글캡은 더블캡과 함께 화물차의 캡의 한종류이다. 더블캡보단 사람을 덜 태우지만 더블캡보단 더욱 많은 짐을 실을 수가 있다는 장점이 있다.

## 특징
싱글캡은 더블캡과 함께 화물차의 캡에 한종류이며 더블캡보단 사람을 덜 태운다는 단점이 있지만 그대신 더블캡에 비교해서 더욱 많은 짐을 실을 수가 있다는 장점도 있다. 보통 화물차의 경우는 싱글캡의 경우가 많으며 5톤 이상의 화물차들은 기본적으로 싱글캡이 적용된다. 또한 캡의 뒷부분에 침대칸을 만들어 장거리 화물 운송시에 운전 기사가 쉴 공간을 만들어 내기도 한다. 다만 침대칸을 삭제한 싱글캡도 있는데 이것은 데이캡이라고도 불린다. 짐을 더욱 많이 싣는 것이 중요한 물류 공장들에선 일반적으로 싱글캡의 화물차를 주로 사용한다.

## 같이 보기
- 화물차
- 더블캡